# Barbad
Barbad (in persiano: بربد) o Barbad-ī Marvazi (in persiano: باربد / باربذ; ... – 628) è stato un musicista persiano dell'era sasanide che visse durante il regno di Cosroe II, dal 590 al 628..

## Etimologia
Il suo nome è la pronuncia arabizzata del nome persiano Pahlbod, che è probabilmente il modo con cui era chiamato ai suoi tempi. 

## Biografia
Secondo diverse fonti sarebbe nato a Jahrom ma in altre si dice a "Marvi" (derivato probabilmente da Marv). Barbad fu il musicista di corte più famoso e abile dell'Impero sasanide di Persia. In molte fonti è ricordato come un musicista altamente qualificato.
Venne accreditato di aver dato un'organizzazione al sistema musicale persiano composto da sette "modalità reali" denominate "Xosrovani" (in persiano سرود خسروانى‎), da trenta modi derivati lahn e da 360 melodie (dastan). Questi numeri sono in accordo con il calendario persiano sasanide indicando il numero dei giorni di una settimana, di un mese e di un anno. Non sono però note le teorie musicali sulle quali si basava questo sistema modale, tuttavia gli storici del periodo successivo hanno lasciato un elenco di questi modi e melodie. Essi comprendono alcune forme epiche come kin-i Iraj ("la vendetta di Iraj"), kin-i siavash ("la vendetta di Siavash"), e Taxt-i Ardashir ("il trono di Ardashir") ed altre collegate a glorie della corte reale sasanide come Bagh-i shirin ("il giardino di Shirin"), Bagh-i Shahryar ("il giardino del sovrano") e haft Ganj ("i sette tesori"). Ve ne sono anche altri con forme descrittive della natura come roshan charagh ("luci brillanti").
Questo è il più antico sistema musicale mediorientale di cui esistono ancora alcune tracce. La sua eredità duratura è costituita dal nome dato ad alcuni "goosheh" odierni, dei vari dastgah, nel sistema moderno della musica persiana.
Secondo le leggende, fu Barbad, che attraverso una canzone - con la quale rischiò potenzialmente la vita - informò il re sasanide, Cosroe II della morte del suo amato cavallo, Shabdiz. Secondo il poema epico Cosroe e Shirin di Nizami Ganjavi, il corteggiamento di Cosroe II nei confronti di Shirin iniziò quando questa sentì Barbad cantare l'amore del re per lei in una tenda vicina.
Yaqut Hamawi in Mu'jam al-Buldan scrisse che Shabdiz si era ammalato e la sua morte sembrava imminente. Re Cosroe adirato minacciò: "Chiunque porti la notizia della morte di Shabdiz, sarà giustiziato!". Alla morte di Shabdiz, lo scudiero del re (in lingua pahlavi: ākhorsālār) ricorse a Barbad per trasmettere la notizia a Cosroe in qualsiasi modo ritenesse opportuno, per la qual cosa gli avrebbe dato una ricompensa. Quando iniziò la festa, Barbad accordò il suo çārtār (strumento a quattro corde) e suonò una melodia melanconica: "Perché Shabdiz è morto?". Cosroe, addolorato, chiese spiegazioni e Barbad rispose immediatamente: "Mio Shahanshah è così!". Yaqut afferma anche che Khalid Fayyadh traspose questa storia in versi.
Barbad morì nel 628 a Ctesifonte o a Jahrom.
Altri famosi musicisti vissuti nell'era sasanide: Bamshad, Nagisa, Sarkash e Ramtin.